# Coryphantha ramillosa
Coryphantha ramillosa là một loài thực vật có hoa trong họ Cactaceae. Loài này được Cutak mô tả khoa học đầu tiên năm 1942.

## Hình ảnh

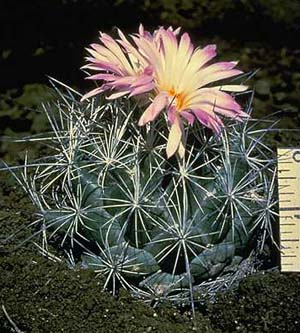
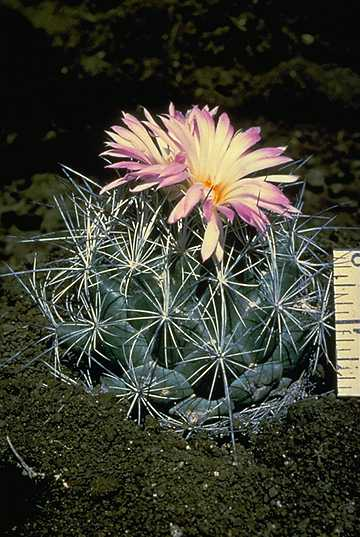